# Yaohu Hu (sjö i Kina, lat 28,39, long 115,80)
Yaohu Hu är en sjö i Kina. Den ligger i provinsen Jiangxi, i den sydöstra delen av landet, omkring 33 kilometer söder om provinshuvudstaden Nanchang. Den ligger vid sjön Menghu Hu. Trakten runt Yaohu Hu består till största delen av jordbruksmark.
Genomsnittlig årsnederbörd är 2 190 millimeter. Den regnigaste månaden är juni, med i genomsnitt 367 mm nederbörd, och den torraste är oktober, med 28 mm nederbörd.